# Erwin Aljukic

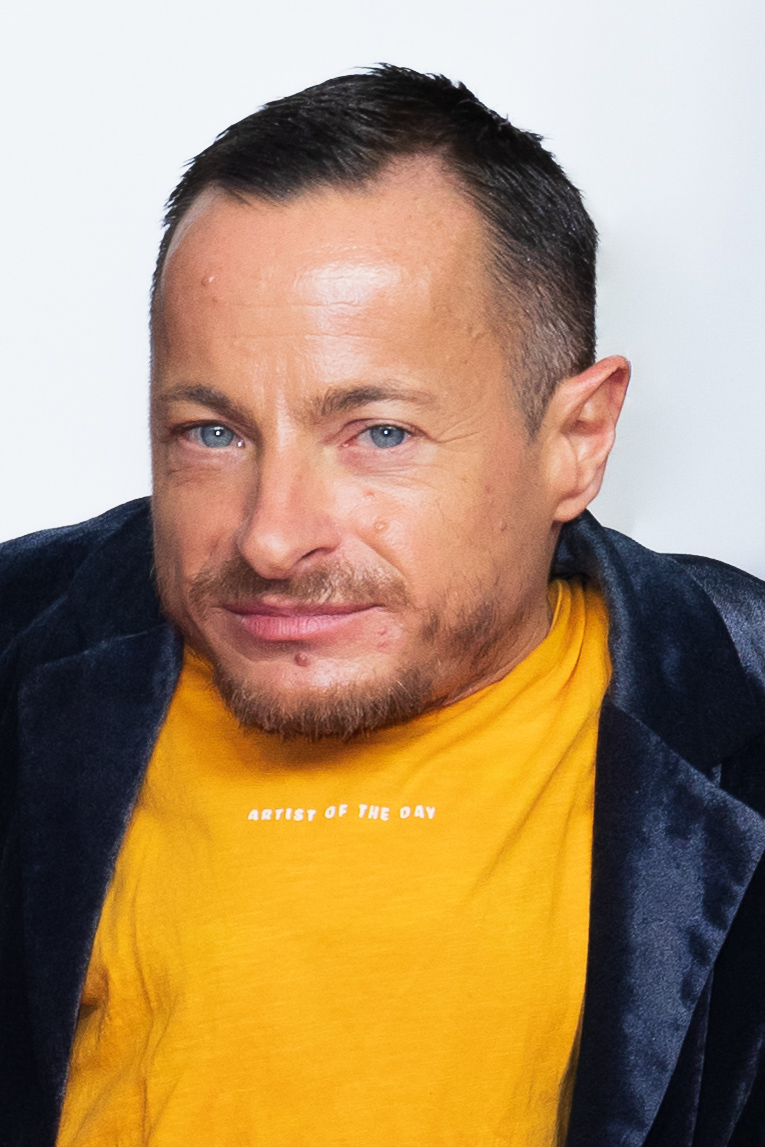
Erwin Aljukic, 2023

Erwin Aljukic (* 28. März 1977 in Ulm) ist ein deutscher Schauspieler und Tänzer.

## Leben und Werdegang
Aljukic wurde als Sohn bosnisch-herzegowinischer Gastarbeiter in Ulm geboren. Er machte sein Abitur und studierte danach Modejournalismus. In der Fernsehserie Marienhof spielte er seit der Folge 1097 (ab Oktober 1998) bis zur Einstellung der Serie im Juni 2011 die Rolle des EDV-Technikers Frederik Neuhaus. Zuvor war Aljukic als Schauspieler am Ulmer Podium engagiert und trat dort u. a. in Der goldne Topf von E. T. A. Hoffmann, Amphitryon von Heinrich von Kleist und in der Dreigroschenoper von Bertolt Brecht auf. Des Weiteren verkörperte er 2006 in der Filmkomödie Wo ist Fred? die Rolle des Niklas. In den Spielzeiten 2018/19 und 2019/20 war Aljukic Ensemblemitglied am Staatstheater Darmstadt. Seit der Spielzeit 2020 ist er Ensemblemitglied an den Münchner Kammerspielen.

## Privates
Aljukic hat die Glasknochenkrankheit. Im Februar 2021 outete er sich im Rahmen der Initiative #actout im SZ-Magazin mit 185 anderen lesbischen, schwulen, bisexuellen, queeren, nicht-binären und trans* Schauspielern.